# Illa de Schmidt
L'illa de Schmidt (rus: О́стров Шми́дта, Óstrov Xmidta) és una illa deshabitada de l'arxipèlag de la Terra del Nord, a l'Àrtic rus. Administrativament pertany al krai de Krasnoiarsk.
Rep el nom en honor del científic soviètic i primer cap de la direcció general de la ruta del mar del Nord, Otto Schmidt. Es troba a l'extrem nord-oest de l'arxipèlag, uns 32 km a l'oest de l'illa Komsomólets. Té una superfície de 467 km², una alçada de 325 msnm i està gairebé tota coberta de gel.